# What Color Is Love
| Recensione | Giudizio |
| ---------- | -------- |
| AllMusic   |          |

What Color Is Love è il terzo album del chitarrista statunitense Terry Callier, pubblicato dall'etichetta discografica Cadet Records nell'ottobre del 1972.

## Tracce

### LP
Lato A
1. Dancing Girl – 8:58 (Terry Callier)
2. What Color Is Love – 4:04 (Terry Callier)
3. You Goin' Miss Your Candyman – 7:20 (Terry Callier, Phyllis Braxton)

Lato B
1. Just as Long as We're in Love – 3:40 (Terry Callier, Larry Wade)
2. Ho Tsing Mee (A Song of the Sun) – 4:20 (Terry Callier)
3. I'd Rather Be with You – 6:38 (Terry Callier, Larry Wade, Jerry Butler)
4. You Don't Care – 5:28 (Terry Callier, Larry Wade)

## Musicisti
- Terry Callier – chitarra, voce
- Phil Upchurch – chitarra
- Charles Stepney – pianoforte, pianoforte elettrico
- Cyril Touff – armonica
- Louis A. Satterfield – basso
- Donny Simmons – batteria
- Morris Jennings – batteria
- Alfred Nalls – congas, bongos
- Fred Walker – congas, percussioni
- Bobby Christian – percussioni
- Donald Myrick – sassofono alto, flauto
- Arthur Hoyle – tromba
- John Howell – tromba
- Ethel Merker – corno francese
- Paul Tervelt – corno francese
- Edward Druzinsky – arpa
- W. Zlatoff-Mirsky – violino
- Jerry Sabransky – violino
- Ruth Goodman – violino
- Elliott M. Golub – violino
- Joseph Golan – violino
- Theodore Silavin – violino
- William Faldner – violino
- Irvin Kaplan – violino
- Sol A. Bobrov – violino
- Harold Kupper – viola
- Harold Klatz – viola
- Arthur Ahlman – viola
- Bruce Hayden – viola
- Roger Moulton – viola
- Karl B. Fruth – violoncello
- Leonard Chausow – violoncello
- Shirley Wahls – cori di sottofondo (brani: "Just as Long as We're in Love" e "You Don't Care")
- Kitty Haywood – cori di sottofondo (brani: "Just as Long as We're in Love" e "You Don't Care")
- Vivian Harrell – cori di sottofondo (brani: "Just as Long as We're in Love" e "You Don't Care")

Note aggiuntive
- Charles Stepney – produttore (per la "GRT Corporation"), arrangiamenti e conduttore musicale
- Bob Scerbo – supervisore della produzione
- Registrazioni effettuate agli "RCA Studios" di Chicago
- Roger Anfinsen – ingegnere delle registrazioni
- Brian Christian – ingegnere remixaggio
- Gary Starr – supervisione ingegneri delle registrazioni
- Evelyn Greco – supervisione album e coordinazione
- Mia Krinsky – coordinatrice album
- Joel Brodsky – foto copertina album originale
- David Krieger – art direction album originale [3]